# Scaphiella gracia
Espèce
Scaphiella gracia est une espèce d'araignées aranéomorphes de la famille des Oonopidae.

## Distribution
Cette espèce est endémique de l'État de Miranda au Venezuela,.

## Description
La femelle holotype mesure 1,57 mm.

## Étymologie
Cette espèce est nommée en référence au lieu de sa découverte, Altagracia de La Montaña.

## Publication originale
- Platnick & Dupérré, 2010 : The goblin spider genus Scaphiella (Araneae, Oonopidae). Bulletin of the American Museum of Natural History, no 332, p. 1-156 (texte intégral).